# Amt Storkow (Mark)
Das Amt Storkow (Mark) war ein 1992 gebildetes Amt im Land Brandenburg, in dem sich 13 Gemeinden und die Stadt Storkow des damaligen Kreises Beeskow (heute Landkreis Oder-Spree, Brandenburg) zu einem Verwaltungsverbund zusammengeschlossen hatten. Das Amt war zunächst unter dem Namen Amt Storkow/Mark gegründet worden, später setzte sich die Schreibweise Amt Storkow (Mark) durch. Amtssitz war in der Stadt Storkow (Mark). Das Amt Storkow (Mark) wurde 2003 wieder aufgelöst, die letzten amtsangehörigen Gemeinden wurden per Gesetz in die Stadt Storkow (Mark) eingegliedert. Ende 2002 hatte das Amt 9461 Einwohner.

## Geographie
Das Amt Storkow (Mark) lag im westlichen Teil des Kreises Beeskow bzw. später des Landkreises Oder-Spree. Es grenzte im Norden an das Amt Spreenhagen, im Osten an das Amt Scharmützelsee und das Amt Glienicke/Rietz-Neuendorf, im Südosten an das Amt Tauche, im Süden an das Amt Märkische Heide und das Amt Unterspreewald, im Südwesten an das Amt Schenkenländchen und im Westen und Nordwesten an das Amt Friedersdorf (letztere fünf Gebietseinheiten im Landkreis Dahme-Spreewald).

## Geschichte
Der Minister des Innern des Landes Brandenburg erteilte am 23. Juni 1992 seine Zustimmung zur Bildung des Amtes Storkow/Mark. Als Zeitpunkt des Zustandekommens des Amtes wurde der 26. Juni 1992 festgelegt. Das Amt hatte seinen Sitz in der Stadt Storkow (Mark) und bestand zunächst aus 14 Gemeinden im damaligen Kreis Beeskow (im Wortlaut und Reihenfolge des Amtsblattes):
1. Alt Stahnsdorf
2. Bugk
3. Görsdorf bei Storkow
4. Groß Eichholz
5. Groß Schauen
6. Kerigk
7. Kummersdorf
8. Limsdorf
9. Philadelphia
10. Rieplos
11. Schwerin
12. Selchow
13. Wochowsee
14. Stadt Storkow

Zum 31. März 2002 schlossen sich die Gemeinden Alt Stahnsdorf, Limsdorf, Schwerin, Wochowsee und die Stadt Storkow zur neuen Stadt Storkow (Mark) zusammen. Die Gemeinden Bugk, Görsdorf b. Storkow, Groß Eichholz, Groß Schauen, Kehrigk, Kummersdorf, Philadelphia, Rieplos und Selchow wurden zum 26. Oktober 2003 per Gesetz in die Stadt Storkow (Mark) eingegliedert. Das Amt Storkow (Mark) wurde aufgelöst, die Stadt Storkow (Mark) amtsfrei. Die früheren amtsangehörigen Gemeinden sind heute Ortsteile der Gemeinde Storkow (Mark).

## Amtsdirektor
Erster Amtsdirektor war Christian Kuck. 2000 wurde Karl-Heinz Alert zum Amtsdirektor gewählt. Er wurde 2003 stellvertretender Bürgermeister und schied 2008 aus dem Dienst aus.

## Anmerkung
1. ↑  In der Zustimmung des Ministers im Amtsblatt wird die Verwaltungseinheit noch Amt Storkow/Mark genannt. Später setzte sich die Schreibweise Amt Storkow (Mark) durch.